# اتحاد التبادل التعليمي والثقافي الدولي
اتحاد التبادل التعليمي والثقافي الدولي (The Alliance for International Educational and Cultural Exchange) (الاتحاد) عبارة عن جمعية للبرامج التبادلية غير الحكومية في الولايات المتحدة. وقد تم تأسيس هذا الاتحاد في عام 1993 بعد اندماج اتحاد التبادل الدولي (International Exchange Association) ومجموعة الاتصال للتبادل التعليمي الدولي (Liaison Group for International Educational Exchange). وبعد هذا الاندماج، أصبح الاتحاد هو الصوت الجماعي الوحيد لعدد 76 برنامج تبادل من برامج المنظمات غير الحكومية لأغراض تطوير صوت سياسي شعبي موحد.

## المبادئ التوجيهية
تكمن المهمة المحددة للاتحاد في «تكوين وتعزيز السياسات العامة التي تدعم تنمية رفاهية روابط التبادل الدولية بين شعب الولايات المتحدة والأمم الأخرى». ويعمل التحالف بموجب خمسة مبادئ توجيهية:
- الخبرات والعلاقات التي يتم اكتسابها من خلال التبادل الدولي ضرورية لتحسين السلام والحرية والتفاهم المتبادل والتعاون الدولي والرفاهية الاقتصادية وتنمية المعارف البشرية على مستوى العالم،
- يحسن التبادل الدولي فاعلية الولايات المتحدة فيما يتعلق بالتعامل مع الدول الأخرى من خلال بناء الكفاءات العالمية لمواطني الولايات المتحدة والمهارات الأخرى التي تتزايد أهميتها يومًا بعد يوم في عالم القرن الحادي والعشرين،
- المشاركة في برنامج تبادل دولي يساهم بشكل جوهري في التنمية الفكرية للشخص،
- يجب أن يجسد سلوك برنامج التبادل الدولي أعلى معايير الجودة والنزاهة والاحترافية، ويجب أن يوفر أكبر قدر ممكن من المساواة في الفرص،
- يتحمل مجتمع التبادل الدولي في الولايات المتحدة مسئولية الدفاع عن السياسات العامة اللازمة لدعم وتقوية الروابط الدولية مع الدول الأخرى من خلال التبادل التعليمي والثقافي.[1]

ويقدم الاتحاد توصيات محددة لصناع السياسات العامة فيما يتعلق بمنظمات التبادل التي يمثلها. وبالإضافة إلى ذلك، فإنه يوفر الفرصة لقادة منظمات التبادل المتنوعة للتواصل وتبادل الأفكار أو المشكلات. ومن أهم الأنشطة المؤسسية للاتحاد نشر الوعي العام بدور برامج التبادل فيما يتعلق بالوفاء بالمطالب الحقيقية.

## نظرة على برامج التبادل
يوفر الاتحاد أربع وجهات نظر محددة حول الدور الذي تلعبه برامج التبادل في العلاقات الدولية. في البداية، يرى الاتحاد أن المشاركين الذين يشاركون في برامج التبادل وأولئك الذين يقابلون المشاركين في برامج التبادل يتعرضون لتغيير في فهم الثقافات الأخرى. ثانيًا، هذه الأنواع من التبادلات تسمح للمشاركين وغيرهم بتنمية وتطوير مهارات جديدة أو محسنة. أما الدور الثالث فهو دور اقتصادي، حيث إن الأشخاص الذين يتم جلبهم إلى الولايات المتحدة يقومون بالضرورة بإنفاق الأموال وبالتالي إفادة الاقتصاد المحلي. والدور النهائي الذي ينص عليه الاتحاد هو دور لا غنى عنه لبرامج التبادل وهو يتمثل في التدريب على القيادة. ويرى الاتحاد أن برامج التبادل تحسن من مهارات القيادة التي يمكن استخدامها في المستقبل في الوصول إلى حلول للمشكلات الخطيرة التي تواجه الولايات المتحدة، على الصعيدين المحلي والدولي.

## وصلات خارجية
- Official website